# Église de la Congrégation de Saint-Jean-de-la-Discipline
L'église de la Congrégation de Saint-Jean-de-la-Discipline (Chiesa della Congrega di San Giovanni della Disciplina) est une petite église du centre historique de Naples située via San Giovanni a Mare.

## Histoire
L'église est fondée à la fin du XVe siècle, après l'interdiction par le roi Ferdinand de la Compagnie de la Discipline-de-la-Sainte-Croix dont l'église est fermée, après la conjuration des barons. La Compagnie dissoute donne naissance à deux autres, l'une au Lavinaio et l'autre auprès de l'église San Giovanni a Mare. Cette congrégation laïque vouée à des œuvres charitables a été active dans cette église jusqu'en 1857, date à laquelle elle transfère ses activités, ainsi que son mobilier, à l'église San Gennaro Spogliamorti.
Aujourd'hui l'église n'est plus affectée au culte et elle sert de local public.

## Source de la traduction
- (it) Cet article est partiellement ou en totalité issu de l’article de Wikipédia en italien intitulé « Chiesa della Congrega di San Giovanni della Disciplina » (voir la liste des auteurs).